# Jicchak Ben Cvi
Jicchak Ben Cvi (hebrejsky יצחק בן צבי‎, rodným jménem Jicchak Šimšelevič, ukrajinsky; 24. listopadu 1884 Poltava – 23. dubna 1963 Jeruzalém) byl izraelský politik, historik, sionistický aktivista, vůdce dělnicko-sionistického hnutí a v letech 1952 až 1963 v pořadí druhý a zároveň nejdéle sloužící izraelský prezident.
Před svým zvolením do vrcholné funkce hlavy židovského státu zastával různé komunitní a politické funkce. Patřil k zakladatelům marxisticko-sionistického hnutí Po'alej Cijon v carském Rusku a aktivně se podílel na organizování tamní židovské sebeobrany. Útěkem z Ruska unikl deportaci na Sibiř a po navazování kontaktů v Evropě podnikl v roce 1907 aliju do osmanské Palestiny. Tam stál u zrodu prvních židovských obranných organizací Bar Giora a ha-Šomer a prvního hebrejsky psaného socialistického listu ha-Achdut. Studoval právo na Istanbulské univerzitě, avšak v důsledku svých sionistických aktivit byl v roce 1915 zatčen a deportován. Po odchodu do Spojených států se podílel na náborové kampani do Židovské legie, do které sám vstoupil a s níž se v roce 1918 vrátil do Palestiny. Po svém příjezdu pomáhal založit stranu Achdut ha-avoda, předchůdkyni hegemona izraelské politiky v prvních desetiletí izraelské státnosti, vlivný odborový svaz Histadrut a hlavní vojenskou podzemní organizaci Hagana. Ve třicátých a čtyřicátých letech stál v čele Židovské národní rady, jež byla stínovou vládou židovské pospolitosti v Palestině. V den vyhlášení nezávislosti Izraele byl jedním ze signatářů izraelské deklarace nezávislosti a v následujících parlamentních volbách byl zvolen poslancem za stranu Mapaj. Byl dlouholetým přítelem prvního izraelského premiéra Davida Ben Guriona a společně s ním se řadí mezi dva nejvýznamnější sionistické vůdce.
Kromě politické činnosti se během svého života věnoval i vědeckému výzkumu, v jehož rámci se zabýval židovskou etnologií. Studoval židovské etnické a náboženské skupiny a komunity, jejich zvyky, tradice a historii a o mnohých sepsal ucelené vědecké studie, jež jsou dodnes považovány za autoritativní a obsahově vyčerpávající. Tento svůj vědecký zájem projevil i v čele státu, když do prezidentské rezidence každý týden zval představitele různých židovských komunit. Je mu rovněž připisováno zavedení tradice dnů otevřených dveří prezidentské rezidence.

## Mládí a rodina
Narodil se jako Jicchak Šimšelevič v Poltavě v carském Rusku (dnešní Ukrajina) jako nejstarší syn Cvi Šimšeleviče, potomka význačné a uznávané rabínské rodiny, který si později hebraizoval příjmení na Šimši. Jicchakův otec byl židovským učencem, spisovatelem, vůdčím sionistickým aktivistou, členem Chovevej Cijon a jedním z organizátorů prvního sionistického kongresu, který v roce 1897 v Basileji uspořádal Theodor Herzl.
Mladý Jicchak Šimšelevič vyrůstal v rodině se silným sionistickým cítěním, která však dodržovala židovské zvyky. Získal tradiční židovské vzdělání v chederu, po němž v letech 1901 až 1905 pokračoval ve studiu na ruském gymnáziu. V roce 1904 vůbec poprvé navštívil na dva měsíce Palestinu. Následně v roce 1905 nastoupil ke studiu na Kyjevské univerzitě, které však musel ještě téhož roku přerušit v důsledku vypuknutí Ruské buržoazní revoluce. Ve stejný rok začaly v carském Rusku opět propukat protižidovské pogromy, které Jicchaka Šimšeleviče přivedly k židovské sebeobraně v Poltavě. V roce 1905 se začal angažovat v marxisticko-sionistickém dělnickém hnutí Po'alej Cijon (Dělníci Sijónu), u jehož zrodu o rok později sám stál. Společně se svým otcem a bratrem se podílel na organizování židovských obranných jednotek. V roce 1906 však v jejich domě policie provedla razii, při níž nalezla úkryt zbraní. Celá Šimšelevičova rodina byla odsouzena a poslána na Sibiř, otec rodiny dokonce k doživotnímu trestu odnětí svobody (po šestnácti letech mu však bylo v roce 1922 umožněno odejít do Palestiny). Jicchakovi se nicméně podařilo uprchnout do Vilniusu a následně do Německého císařství, Rakouska-Uherska a Švýcarska a během své cesty se pokoušel naverbovat židovské studenty pro sionistické aktivity. Četné kontakty se mu podařilo navázat zejména ve Vídni a na konci roku 1906 se po zatčení Ber Borochova vrátil do Vilniusu. Zde se později stal Borochovovým blízkým spolupracovníkem.

### Alija do Palestiny

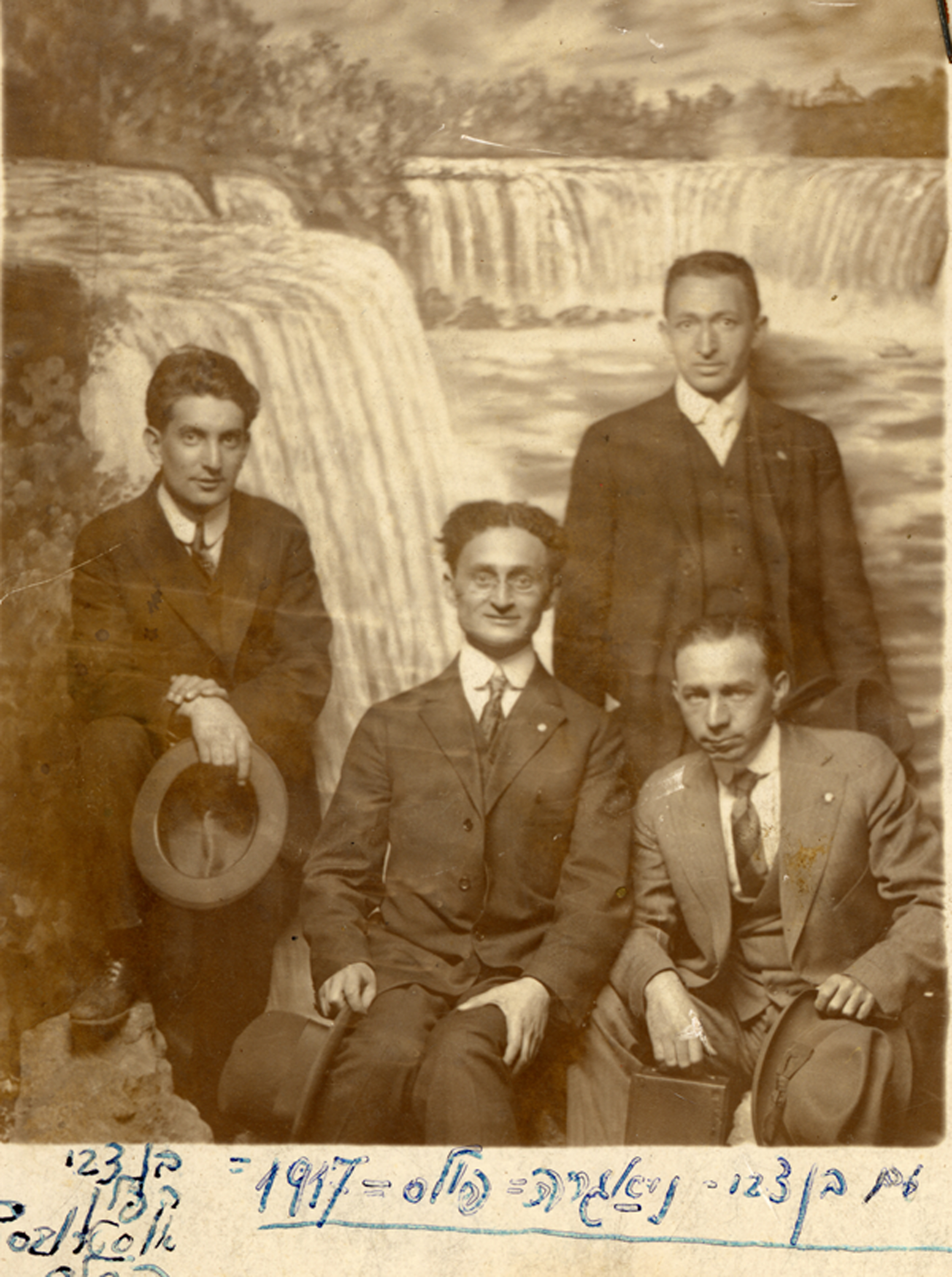
Jicchak Šimšelevič (stojí vpravo nahoře) se členy Po'alej Cijon ve Spojených státech, 1917

V roce 1907 podnikl aliju do osmanské Palestiny, kde se usadil v přístavním městě Jaffa. Ve stejném roce jej Po'alej Cijon delegovala jako svého zástupce na osmý sionistický kongres, jenž se konal v Haagu. V roce 1907 se Šimšelevič rovněž zúčastnil prvního světového kongresu Po'alej Cijon, kde byl zvolen zástupcem pro Palestinu. Později téhož roku založil ve svém jaffském bytě, společně s dalšími deseti lidmi, první tajnou židovskou obrannou organizaci v osmanské Palestině, známou jako Bar Giora. Jejím cílem byla ochrana židovských vesnic před útoky Arabů (tehdy spíše loupežně než politicky motivovanými; šlo o spory o pozemky, o vodu, krádeže dobytka apod.). O dva roky později stál, společně se svou budoucí manželkou Rachel Jana'it, u zrodu polovojenské organizace ha-Šomer, která měla daleko širší záběr a která již fungovala se souhlasem osmanských úřadů. Se svou budoucí manželkou patřili v roce 1909 mezi zakladatele jeruzalémského gymnázia Rechavja a rovněž se stali jeho prvními učiteli.

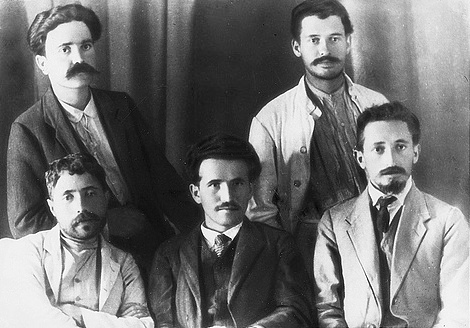
Přední sionistické osobnosti. Jicchak Šimšelevič (vpravo dole) a nalevo od něj David Ben Gurion a Josef Chajim Brenner. V horní řadě stojí Aharon Re'uveni a Ja'akov Zerubavel, 1912

Po mladoturecké revoluci v roce 1909 vyslala Po'alej Cijon Jicchaka Šimšeleviče do Osmanské říše, kde měl navázat kontakt s židovskými komunitami a představiteli židovských dělnických hnutí. V rámci své cesty navštívil židovské komunity ve městech İzmir, Istanbul, Soluň, Bejrút a Damašek. V Soluni se mu podařilo setkat s posledními Sabatejci, jenž se později stali předmětem jeho výzkumu. O rok později, společně se svou budoucí manželkou a dalšími lidmi, založil první hebrejské socialistické periodikum v Palestině s názvem ha-Achdut. Po studiích na Galatasaray Litesi v Istanbulu začal Jicchak Šimšelevič v roce 1913, společně s pozdějším prvním izraelským premiérem Davidem Ben Gurionem, studovat právo na Istanbulské univerzitě. Jejich studium však přerušila první světová válka, jejíž vypuknutí je zastihlo při cestě zpět do Palestiny na letní prázdniny. O rok později osmanské úřady zakázaly hebrejské periodikum ha-Achdut a Šimšeleviče a Ben Guriona nejprve v únoru 1915 zatkly a nakonec v březnu téhož roku deportovaly do Egypta.
V Egyptě strávili krátkou dobu v Káhiře, kde se setkali s Josefem Trumpeldorem, který zde organizoval židovskou legii pro boj proti osmanským Turkům. S tím však tehdy ani jeden z nich nesouhlasil, neboť se obávali, že by podobný krok mohl vést ke zničení palestinského židovstva. Oba poté odpluli do New Yorku, kde se zapojili do sionistických aktivit a založili hnutí he-Chaluc, jehož cílem bylo získat a vyškolit pracovní sílu pro práci v Palestině. Společně zde také napsali jidiš knihu Země izraelská minulost a současnost, jež měla představit sionismus americkému židovstvu. Na plán zorganizovat židovskou jednotku v boji za osvobození Palestiny nakonec, i díky britské Balfourově deklaraci, změnili názor a po oficiálním vstupu Spojených států do první světové války Šimšelevič s Ben Gurionem cestovali po Spojených státech a v rámci náborové akce rekrutovali dobrovolníky do Židovské legie, židovské armádní jednotky a součásti Britské armády. Na jejich výzvu reagovala i Golda Mabovičová, pozdější izraelská premiérka Golda Meirová. Ve Spojených státech vstoupilo do řad Židovské legie na 2500 amerických Židů a 200 palestinských Židů, kteří zde byli v exilu. Dobrovolníky se stali i Šimšelevič s Ben Gurionem, ale také například Nehemjáš Rabin, otec pozdějšího izraelského premiéra Jicchaka Rabina.
Do Palestiny dorazili přes Egypt v roce 1918, avšak tou dobou již bylo území Palestiny osvobozené Brity. Téhož roku se Jicchak Šimšelevič oženil s Rachel Janit. Narodili se jim dva synové, Amram a Eli. Druhý zmíněný syn později zahynul během izraelské války za nezávislost, když bránil kibuc Bejt Kešet. Bratr Jicchaka Šimšeleviče byl známý spisovatel Aharon Re'uveni a jeho švagrem izraelský archeolog Binjamin Mazar. Během období britského mandátu nad Palestinou si Jicchak Šimšelevič hebraizoval své příjmení na Ben Cvi (doslova „syn Cviho“).

## Politická kariéra
| „ | Duch hrdinství a odvahy zmizel v židovském ghettu, kde pro něj není místo. Namísto toho se Židé přizpůsobili bystrou myslí, hbitostí, poddajnosti vůči ostatním a trpělivostí, zbabělostí a nesmělostí ve vztahu ke svým sousedům a vládcům. Toto židovské chování vyústilo v tendenci spoléhat na zázraky, jak Židé ztratili buď sebedůvěru či sebemotivaci ke zlepšení své situace. | “ |
| — Jicchak Ben Cvi vyjadřuje svůj názor k negativnímu vnímání ke galutu, tedy životu v diaspoře, který s ním sdílel například Ja'akov Zerubavel , 300 | |   |

V roce 1919 pomáhal založit stranu Achdut ha-avoda a téhož roku byl zvolen do ústředního výboru strany a o rok později do sekretariátu odborových svazů Histadrut, které rovněž pomáhal založit. Po vzniku mandátní Palestiny zastával funkci koordinátora mezi jišuvem a britskou mandátní vládou a v roce 1920 jej britský vysoký komisař sir Herbert Samuel jmenoval členem poradní rady pro záležitosti Palestiny (na tuto funkci rezignoval v roce 1930 v důsledku zavedení ještě přísnějších kvót omezujících židovskou imigraci Passfieldovou bílou knihou). Během svého působení v radě věřil, že může být „místem setkání rozličných politických stran, náboženství a sociálních tříd lidí,“ jež v mandátní Palestině žijí. Podle něj byl vliv těchto lidí v té době velmi důležitý, „protože žijí v blízkosti našeho budovatelského úsilí a do jisté míry v něm jsou partnery.“
Když v roce 1920 došlo ke vzniku Židovské národní rady, tedy stínové vlády židovské komunity v britské mandátní Palestině, byl zvolen do jejího vedení; nejprve jako člen, později v roce 1931 jako předseda a nakonec v roce 1945 jako prezident. Jakožto nejvýše postavený představitel jišuvu se 12. května 1937 zúčastni korunovace britského krále Jiřího VI. Taktéž se velmi angažoval v hlavní židovské vojenské podzemní organizaci Hagana, kterou v roce 1920, v důsledku rostoucích arabských útoků, pomáhal založit. Nemalou část svého veřejného úsilí věnoval ve 20. letech Jeruzalému. V roce 1927 byl zvolen do jeruzalémské městské rady, avšak již o dva roky později rezignoval v důsledku postoje svých arabských kolegů z vedení města k nepokojům, jenž toho roku probíhaly. Opětovně byl do městské rady zvolen v roce 1934. Během 20. let se zúčastnil všech sionistických kongresů.
Podle knihy Šlomo Nakdimona z roku 1985 měl v roce 1924 údajně nařídil politickou vraždu ultraortodoxního vůdce Jacoba Israële de Haana. Antisionista de Haan měl v plánu ve spolupráci s arabskými státy rozvrátit židovské společenství v mandátní Palestině a chystal se britské vládě navrhnout, aby židovská ortodoxní společenství v Palestině nebyla podřízena autoritě světských židovských institucí. Tři dny před jeho odjezdem do Spojeného království byl Haganou zavražděn. V druhé polovině 30. let v mandátní Palestině probíhalo arabské povstání, a to na protest vůči židovské imigrace do Palestiny. Během arabských násilností zahynulo v průběhu tří let několik set Židů, což vyvolalo odvetné akce židovských podzemních organizací. Mnohem tvrději však na arabské násilnosti odpovídala revizionisticko-sionistická podzemní organizace Irgun, která začala podnikat teroristické útoky i proti arabským civilistům. Útoky Irgunu odsuzovali čelní sionističtí představitelé, včetně Ben Cviho, který varoval, že teroristé „zasazují komunitě ránu do zad.“
Dne 14. května 1948 vyhlásil David Ben Gurion nezávislost Izraele a Ben Cvi se stal jedním ze třiceti osmi signatářů izraelské deklarace nezávislosti. V prvních izraelských parlamentních volbách byl zvolen poslancem za stranu Mapaj (následnice Achdut ha-Avody) a funkci poslance zastával během prvního a druhého Knesetu. Během těchto dvou funkčních obdobích byl členem parlamentního výboru pro vnitřní záležitosti a během funkčního období druhého Knesetu členem výboru pro bydlení.

### Prezidentství

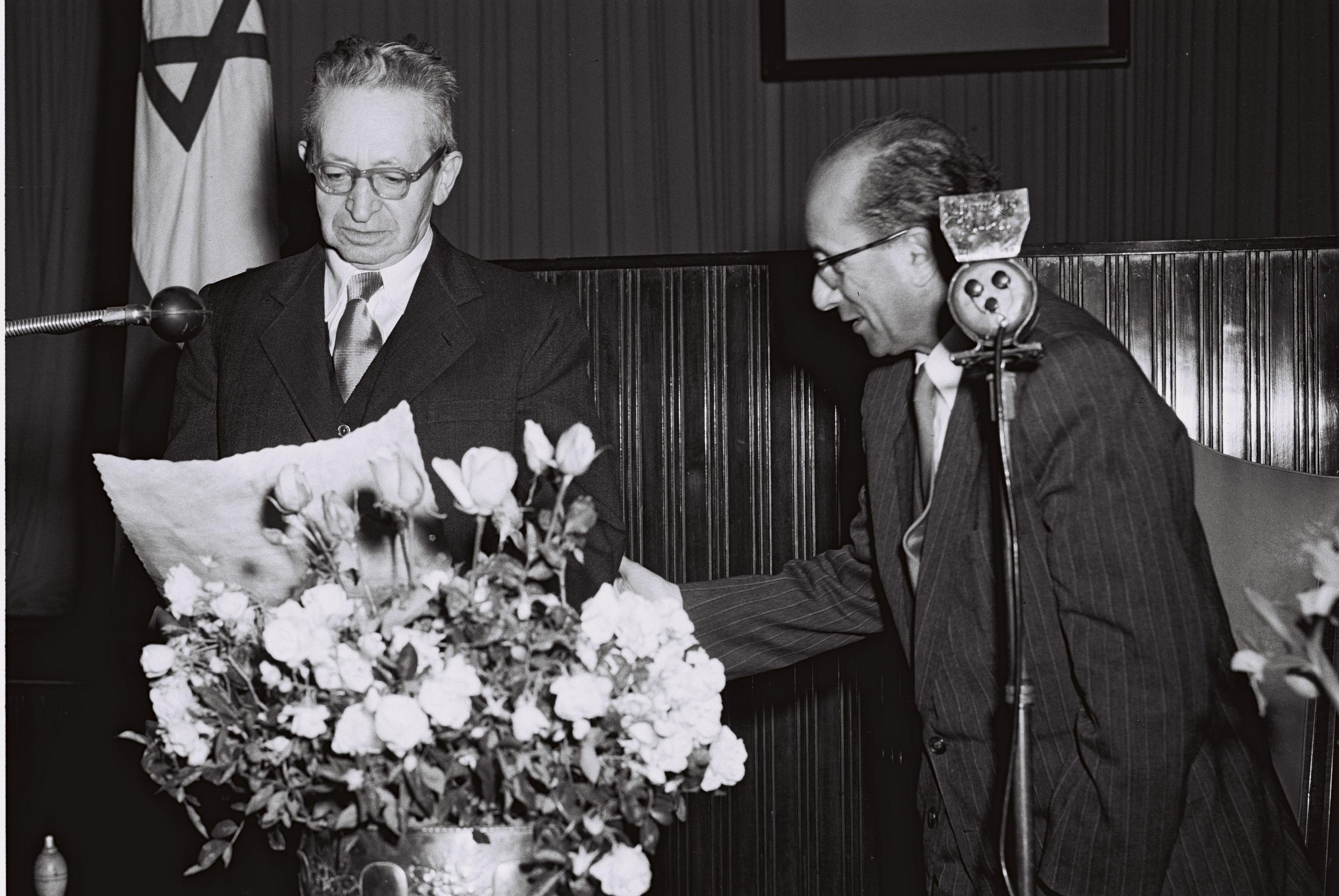
Prezident Jicchak Ben Cvi a telavivský starosta Chajim Levanon, prosinec 1952.

V prosinci 1952 se zúčastnil prezidentských voleb, které se konaly po smrti prvního izraelského prezidenta Chajima Weizmanna, který zemřel v listopadu téhož roku. Kandidoval v nich za stranu Mapaj a byl jedním z celkem čtyř kandidátů. Zbylými byli Mordechaj Nurok za stranu Mizrachi, nezávislý Jicchak Gruenbaum a Perec Bernstein za Všeobecné sionisty. Samotné volby se konaly 8. prosince 1952 a celkem během nich proběhla tři kola hlasování, jelikož žádný z kandidátů nebyl v předchozích kolech schopen získat většinu hlasů. Do posledního kola se dostali Ben Cvi, Nurok a Gruenbaum a rozdílem dvaceti dvou hlasů nakonec Ben Cvi nad Nurokem vyhrál poměrem 62:40. Prezidentský úřad zastával v celkem třech funkčních obdobích až do své smrti v dubnu 1963 (poslední bylo nedokončené). V následujících dvou volbách, jenž se konaly 28. října 1957 a 30. října 1962 neměl žádného protikandidáta a byl zvolen 76, respektive 62 hlasy.

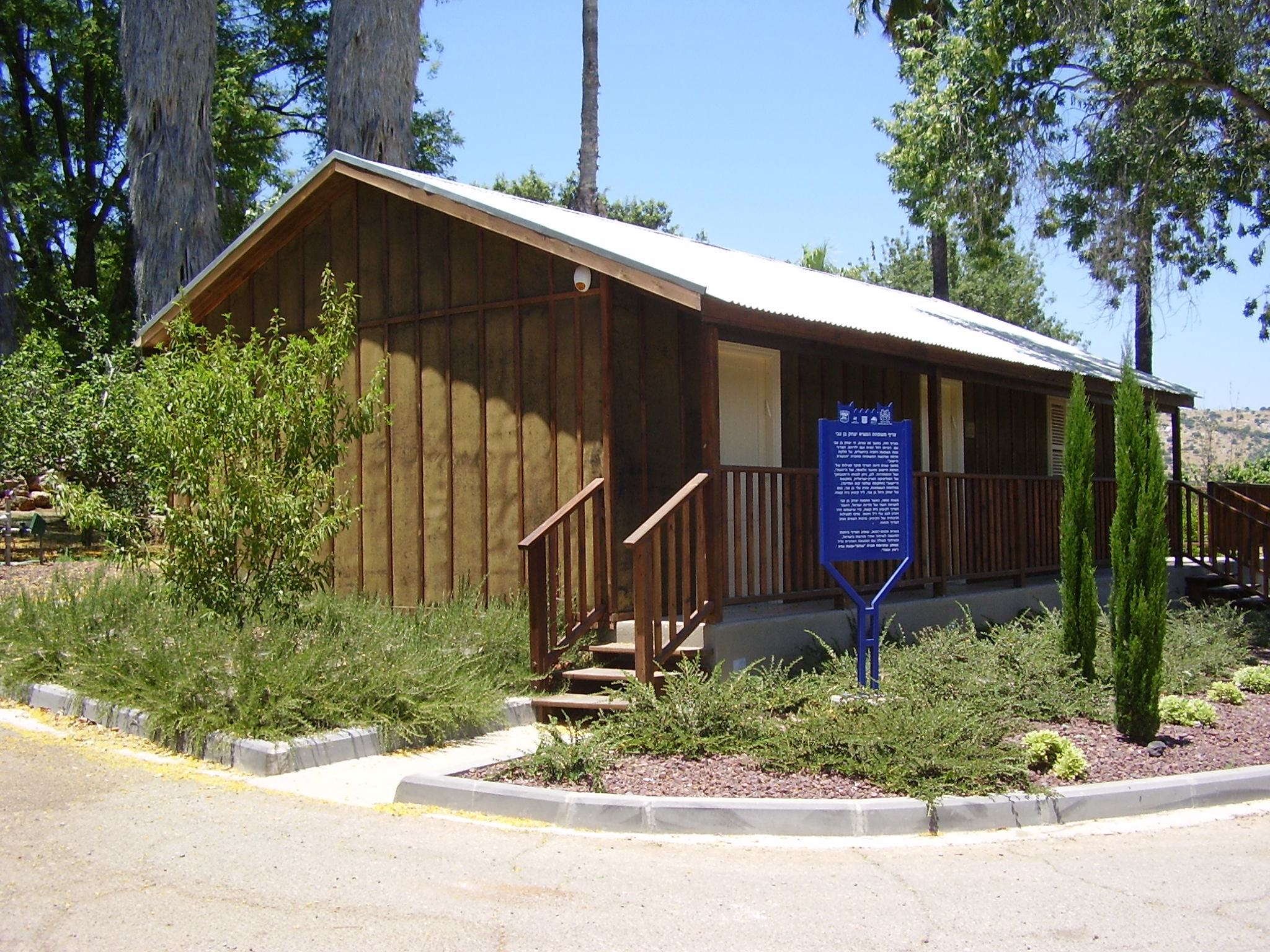
Dřevěná chata ve čtvrti Rechavja, jež byla Ben Cviho prezidentským sídlem.

Po nástupu do prezidentského úřadu přesunul prezidentské sídlo z Rechovotu do Jeruzaléma, což se zprvu ukázalo jako komplikace při jmenování zahraničních velvyslanců. Například italský velvyslanec, jenž v roce 1953 do Izraele přivezl pověřovací listiny, odmítal před prezidenta předstoupit v Jeruzalémě, a byl tak nakonec přijat v severoizraelské Tiberiadě. Poté však již izraelská vláda dala jasně najevo, že jediným místem, kde budou přijímány pověřovací listiny velvyslanců bude Jeruzalém.
Ben Cvi věřil, že prezident by měl být příkladem pro národ a jeho domov by tak měl odrážet úspornost a jednoduchost doby. Po více než 26 let tak Ben Cvi a jeho rodina žili v dřevěné chatě v jeruzalémské čtvrti Rechavja. Izrael tehdy zakoupil sousední dům postavený a vlastněný Nisimem a Ester Valerovými, čímž poskytl více prostoru prezidentské rezidenci; dvě budovy na sousedním pozemku byly využívány pro přijímání oficiálních návštěv. Současná prezidentská rezidence Bejt ha-Nasi byla postavena až v roce 1971.
Jako prezident nepatřil v zahraničí k příliš známým osobnostem, zároveň však byl „uznávaným veteránem izraelského dělnického hnutí.“ Projevoval velký zájem o židovské imigranty, kteří do Izraele přišli v rámci exodu z arabských zemí. Kromě již zmíněné specifičnosti jeho prezidentské rezidence se zapsal do historie izraelských prezidentů různými počiny a změnami, které izraelské ministerstvo zahraničních věcí popisuje následovně:
Byl to Ben Cvi, proslulý svou vřelostí, otevřeností a jednoduchými způsoby, který jako první pořádal některé z každoročních akcí, jenž se od té doby staly tradicí – včetně „otevřených dveří“ prezidentské rezidence během svátku Sukot a každoroční recepce na Den nezávislosti, které se účastní obyčejní lidé. (…) Do prezidentské rezidence zval představitele rozličných židovských etnických společenství a menšin a každý měsíc se při této události sešlo na sto až dvě stě hostů z celé země. Každá z pozvaných skupin vyprávěla o historii své komunity, jejích zvycích, rituálech a tradicích a ukazovala předměty, které se k těmto tradicím pojily.
Ministerstvo zahraničních věcí Státu Izrael

## Výzkum

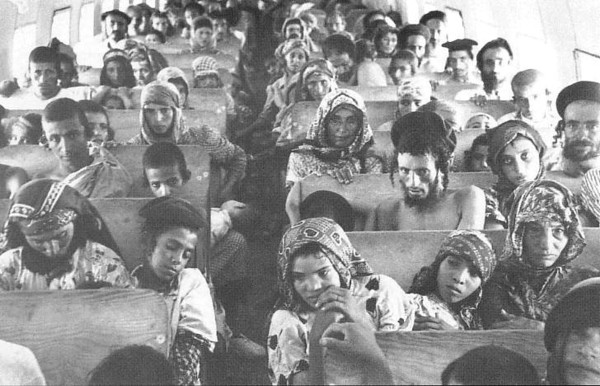
Jemenští Židé, kteří do Izraele přišli v letech 1949 až 1950 v rámci operace Létající koberec patřili mezi židovské komunity, o které se Ben Cvi zajímal.

Kromě politických a společenských aktivit se velkou měrou podílel na tvorbě odborných prací a studií. Sepsal přes dvacet svazků pojednávající o historii židovských komunit, stejně jako o nepřerušeném spojení mezi židovským osídlením země izraelské od dnů druhého Chrámu. Mezi jeho oblast zájmů patřila historie a zvyky různých židovských skupin na Blízkém východě. The Shengold Jewish Encyclopedia uvádí, že „jeho knihy o dějinách Židů ve Svaté zemi a o různých etnických skupin tvořících palestinské židovstvo, jsou považovány za autoritativní a vyčerpávající studie.“ To potvrzuje i Joan Comay (1995), jenž Ben Cviho zmiňuje jako uznávanou autoritu věnující se například Samaritánům či Karaitům. Jeho výzkum se však neomezoval pouze na židovské skupiny, byť tvořily dominantní část, a zajímal se i o nežidovské menšiny v Izraeli a rané dějiny jišuvu. Během svého výzkumu nashromáždil velké množství materiálů a často se setkával s představiteli jednotlivých židovských skupin.
Aby podpořil výzkum zmíněných oblastí, založil v roce 1948 Institut pro studium orientálních židovských komunit na Blízkém východě, který následně sám vedl. Kromě židovských komunit a sekt se výzkumný ústav věnuje i studiu geografie země izraelské, jejímu starověkému obyvatelstvu, památkám a tradicím. Institut sídlí v někdejším domě Nisima Valery a v roce 1963 byl z rozhodnutí vlády na jeho počest přejmenován na Ben Cviho institut (Jad Ben Cvi). V roce 1965 začal institut vydávat prezidentovy sebrané knihy, spisy, články, deníky a dopisy.

## Ocenění, smrt a vzpomínka

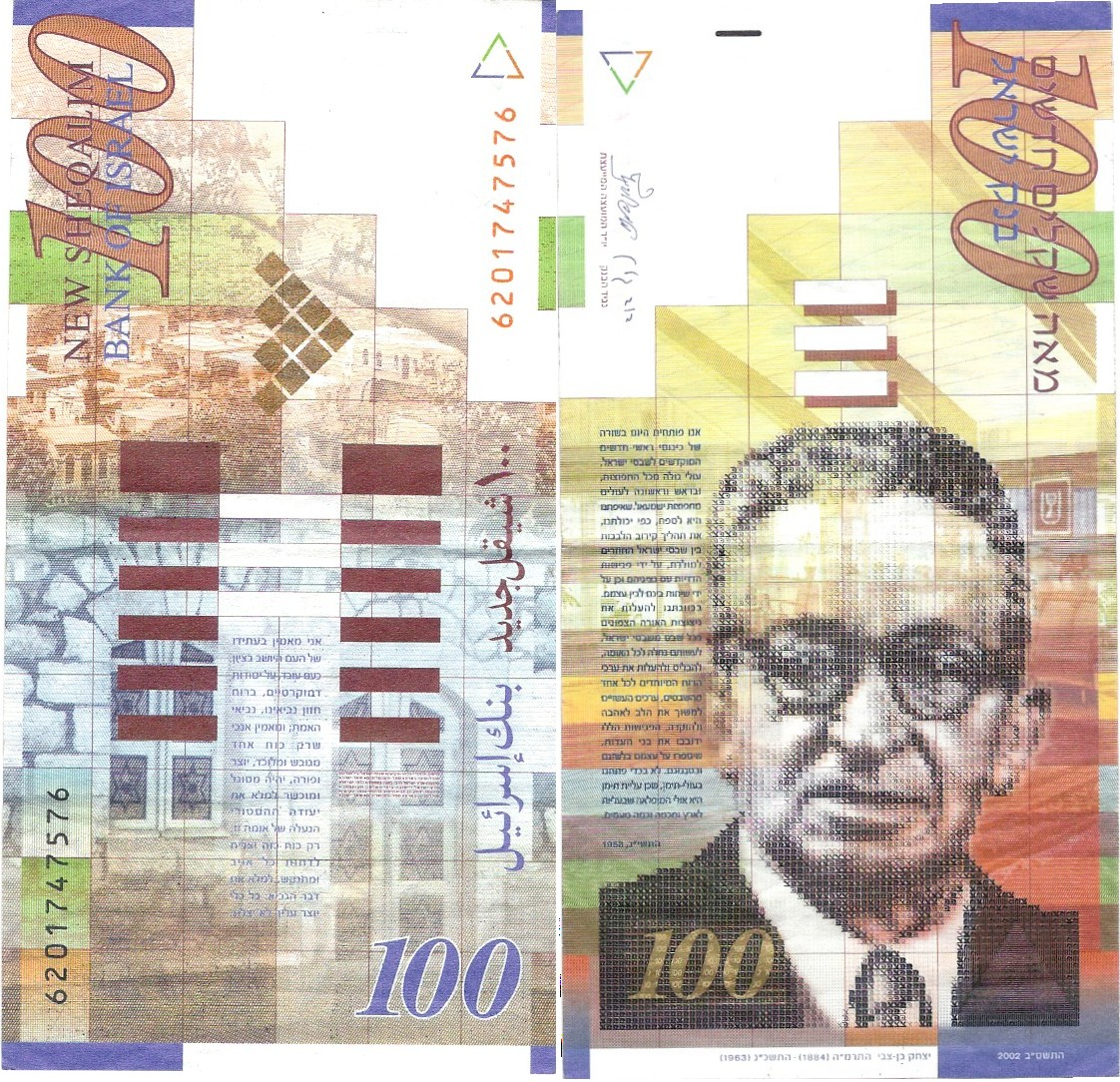
Jicchak Ben Cvi je znázorněn na aversní straně izraelské bankovky o hodnotě 100 šekelů

V roce 1953 mu byla udělena Bialikova cena za židovské myšlení. Zemřel 23. dubna 1963 v Jeruzalémě ve věku 78 let a byl pohřben na jeruzalémském hřbitově Har ha-Menuchot vedle hrobu svých rodičů. Jeho státního pohřbu se zúčastnily desetitisíce Izraelců, kteří procházeli ulicemi hlavního města. Na jeho počest byl z rozhodnutí vlády téhož roku přejmenován výzkumný institut, který založil, na Ben Cviho institut (Jad Ben Cvi). Od roku 1999 jsou v oběhu bankovky o nominální hodnotě 100 šekelů (zhruba 500 Kč), na jejichž aversní straně je vyobrazen jeho portrét a jeho projev z roku 1953, který pronesl na před shromážděním jemenitské komunity. Na reversní straně bankovky je vyobrazena haličská synagoga a text Ben Cviho druhého inauguračního projevu. Na jeho počest nese jeho jméno řada izraelských ulic a vzdělávací instituce. V roce 2008 byla jeho dřevěná chata přesunuta do kibucu Bejt Kešet, který pomáhal založit jeho syn, a interiér chaty byl restaurován a vybaven původním zařízením. Dům Valerů v Rechavii byl označen jako historicky chráněná památka.

## Dílo
Následující tituly jsou vybraná díla Jicchaka Ben Cviho uvedená v katalogu americké knihovny Kongresu. Část uvedených děl byla vydána Ben Cviho institutem až po jeho smrti.
Anglické názvy:
- The Jewish Yishuv in Peki'in Village (1922)
- The Moslem World and the Arab World (1937)
- Eretz-Israel under Ottoman Rule (1955)
- The Exiled and the Redeemed (1961)
- The Hebrew Battalions: Letters (1969) – vydáno posmrtně

Hebrejské názvy:
- Li-š'elot avodatenu ba-Arec (1912)
- Še'ar jišuv (1926)
- Uchlusenu ba-Arec (1929)
- Likutim šomronijim (1933)
- ha-Olam ha-muslemi veha-olam ha-aravi (1936)
- Kitvej Jicchak Ben-Cvi. (1936)
- Golat Jišma'el u-vinjan Jisra'el (1950)
- Nidchej Jisra'el (1952)
- Sefer ha-šomer (1957)
- Šivtej Jisra'el be-vet ha-nasi bi-Jrušalajim (1959)
- Sefer Cefat (1962)
- Milchamot ha-Chašmona'im (1964) – vydáno posmrtně
- Mechkarim u-mekorot (1965) – vydáno posmrtně
- Erec Jisra'el ve-jišuvah bi-jmej ha-šilton ha-otmani (1966) – vydáno posmrtně
- Gedudim ha-ivrijim (1967) – vydáno posmrtně
- Rišmej derech (1971) – vydáno posmrtně